# Dielo Trouda
Le journal Dielo Trouda (en russe Дело Труда, Cause Ouvrière) est fondé, à Paris, en 1925, par un groupe de militants anarchistes russes, ukrainiens et polonais réfugiés en France pour fuir la répression du nouveau pouvoir bolchevique en Russie.
Le journal et le groupe sont notoires pour avoir provoqué un vif débat international, au sein du mouvement libertaire, sur la question des modes d'organisation, à la suite de la publication, en 1926, de la « Plate-forme organisationnelle de l’union générale des anarchistes ».

## Éléments historiques
Dielo Trouda (Paris, 1925-1930), est l’organe de presse du groupe anarchiste russe et polonais de Paris édité par Nestor Makhno et Piotr Archinov,.
Parmi eux se trouvent des figures emblématiques du mouvement libertaire en exil en France, notamment Nestor Makhno, Ida Mett, Pierre Archinoff, Nicolas Lazarévitch, Marie Goldsmith, Valevsky, Grigori Maksimov.
Les membres de ce groupe ont pour la plupart, pris une part active à la Révolution russe ou dans l'Armée révolutionnaire insurrectionnelle ukrainienne. Marqués par la défaite du mouvement libertaire face aux bolcheviques en Russie (1917-1921), ils en analysent les causes et se posent la question d'une nouvelle forme d'organisation,.

### Plateformismev/sSynthétisme
En juin 1926, à l'initiative de Piotr Archinov, de Nestor Makhno et de Ida Mett, le « Groupe des anarchistes russes à l’étranger » publie, en russe dans Dielo Truda, la « Plate-forme organisationnelle de l’union générale des anarchistes (projet) »,.
En octobre, Voline en termine la traduction et le texte paraît en français aux éditions de la Librairie internationale,. Abusivement appelée, par raccourci, la Plate-forme d'Archinov, elle est rédigée collectivement par cinq personnes : Archinov, Nestor Makhno, Ida Mett, Valesvsky et Linsky,.
En avril 1927, Voline et sept de ses amis publient « Réponse à la Plate-forme ». Le ton en est polémique, les auteurs accusent les plate-formistes d'avant-gardisme et de vouloir « bolcheviser » l’anarchisme.
Le débat qui ne touche initialement que les militants russes, prend une envergure internationale.
Ce texte promeut un modèle d'organisation qui suscite des réactions critiques de nombre de militants anarchistes - dont Errico Malatesta, Sébastien Faure, Alexander Berkman - qui le qualifient d'« autoritaire », et donc contraire aux principes même de l'anarchisme.

### Nouvel exil
En 1930, la pression de Moscou et des autorités françaises conduit le journal à quitter Paris pour Chicago.
Le journal est publié sous le titre Dielo Truda jusqu'en 1939, avant de fusionner avec un périodique anarcho-syndicaliste pour devenir Dielo Trouda-Probuzhdenie.
Grigori Maksimov en assume la publication jusqu'à sa mort, en 1950,.

## Articles notoires
- La Rédaction, Le problème organisationnel et l’idée de synthèse, Dielo Trouda, no 10, mars 1926, pp. 124-126, [lire en ligne].

- Nestor Makhno, Le grand Octobre en Ukraine, Dielo Trouda, no 29, octobre 1927, pp. 9-11, [lire en ligne].

- Nestor Makhno, Pour le Xe anniversaire du mouvement insurrectionnel makhnoviste en Ukraine, Dielo Trouda, no 44-45,  janvier-février 1928, pp. 3-7, [lire en ligne].